# Programma Fulbright
Il Programma Fulbright, che include anche il Programma Fulbright-Hays, è uno scambio internazionale per studiosi, artisti e scienziati. Il programma è stato creato dal senatore statunitense J. William Fulbright nel 1946. La prima università a partecipare è stata la George Washington University, di Washington.

## La U.S.-Italy Fulbright Commission
In Italia il Programma è amministrato dalla Commissione per gli scambi culturali fra L'Italia e gli Stati Uniti ovvero, la U.S.-Italy Fulbright Commission, ente binazionale finanziato e gestito dal Dipartimento di Stato degli Stati Uniti d'America e dalla 
Direzione generale per la promozione del Sistema Paese del Ministero degli affari esteri italiano.
Presidenti onorari sono il ministro degli affari esteri italiano e l'ambasciatore degli Stati Uniti in Italia.

## I borsisti Fulbright
Fra i circa 10.000 borsisti (dal 1948) del programma in Italia, ci sono sette premi Nobel, 14 vincitori del premio Pulitzer, 6 MacArthur Foundation Fellows e molti altri ancora di vari campi. 
Un elenco di borsisti italiani e statunitensi è disponibile sulla pagina in inglese del programma